# Gabriel Randrianantenaina
Gabriel Randrianantenaina (Tanambe, 26 febbraio 1969) è un vescovo cattolico malgascio, dal 30 aprile 2021 vescovo di Tsiroanomandidy.

## Biografia
Nasce a Tanambe, nel distretto di Amparafaravola e nella diocesi di Ambatondrazaka, il 26 febbraio 1969.

### Formazione e ministero sacerdotale
Compie gli studi di preparazione al sacerdozio nel seminario minore di Ambatondrazaka, nel seminario propedeutico diocesano e poi in quello maggiore filosofico "San Paolo Apostolo" di Antsirabe.
Il 31 maggio 1997 è ordinato presbitero per la diocesi di Ambatondrazaka.
Nel 1998, presso l'Università cattolica del Madagascar, consegue la licenza in teologia e in quello stesso anno riceve l'incarico di parroco della parrocchia di San Tammaro in Anosindrafilo, ruolo che svolge fino al 2000. Nel 2003 consegue la licenza in filosofia a Roma presso la Pontificia università urbaniana. 
Tornato nella sua diocesi, è responsabile del distretto missionario di Anosibe An'Ala fino al 2010, incarico che ricopre anche dal 2015 al 2016; è delegato diocesano della pastorale vocazionale, dal 2003 al 2010. In questo periodo, nel 2006, con la creazione della diocesi di Moramanga, si incardina nella nuova circoscrizione. Dal 2010 al 2015 è rettore del Seminario interdiocesano San Giovanni Maria Vianney di Moramanga e dal 2016 fino alla nomina episcopale è segretario coordinatore della Conferenza episcopale del Madagascar.

### Ministero episcopale
Il 30 aprile 2021 papa Francesco lo nomina vescovo di Tsiroanomandidy; succede a Gustavo Bombín Espino, nominato nel 2017 vescovo di Maintirano. Il successivo 11 luglio riceve la consacrazione episcopale dal cardinale Désiré Tsarahazana, arcivescovo metropolita di Toamasina, coconsacranti l'arcivescovo Paolo Rocco Gualtieri, nunzio apostolico in Madagascar, nelle Seychelles e a Mauritius e delegato apostolico nelle Comore con funzioni di delegato apostolico a Riunione, e il vescovo Gustavo Bombín Espino. Durante la stessa celebrazione prende possesso canonico della diocesi.
L'11 novembre 2021 è nominato segretario generale della Conferenza episcopale del Madagascar.
Oltre al malgascio, conosce l'italiano, il francese e l'inglese.

## Genealogia episcopale e successione apostolica
La genealogia episcopale è:
- Cardinale Scipione Rebiba
- Cardinale Giulio Antonio Santori
- Cardinale Girolamo Bernerio, O.P.
- Arcivescovo Galeazzo Sanvitale
- Cardinale Ludovico Ludovisi
- Cardinale Luigi Caetani
- Cardinale Ulderico Carpegna
- Cardinale Paluzzo Paluzzi Altieri degli Albertoni
- Papa Benedetto XIII
- Papa Benedetto XIV
- Papa Clemente XIII
- Cardinale Giovanni Carlo Boschi
- Cardinale Bartolomeo Pacca
- Papa Gregorio XVI
- Cardinale Castruccio Castracane degli Antelminelli
- Cardinale Paul Cullen
- Arcivescovo Joseph Dixon
- Arcivescovo Daniel McGettigan
- Cardinale Michael Logue
- Cardinale Patrick Joseph O'Donnell
- Vescovo John Gerald Neville, C.S.Sp.
- Vescovo Auguste Julien Pierre Fortineau, C.S.Sp.
- Arcivescovo Jean Wolff, C.S.Sp.
- Arcivescovo Albert Joseph Tsiahoana
- Arcivescovo Michel Malo, Ist. del Prado
- Cardinale Désiré Tsarahazana
- Vescovo Gabriel Randrianantenaina

La successione apostolica è:
- Vescovo Jean Claude Rakotoarisoa (2024)